# Ante Grgurević
Ante Grgurević (Split, 13. kolovoza 1975.), je bivši hrvatski košarkaš i bivši trener Splita.

## Trenerska karijera
U rujnu 2012. godine, netom nakon završetka igračke karijere, Grgurević postaje pomoćnim trenerom na klupi Splita, na kojoj je poziciji sve do 6. ožujka 2019. godine, kada nasljeđuje Vladimira Anzulovića kao glavnog trenera.

## Uspjesi
- KK Split
  - Hrvatski košarkaški kup: 1997.